# 靈性出竅
《靈性出竅》（直译：一樁罕見的犯罪）是一部1988年的意大利鉛黃電影，由魯格羅·德奧達托執導，麥可·約克、當奴·派辛斯和愛雲·芬芝主演。

## 剧情
羅伯特·多米尼奇是一位鋼琴家，他患有一種遺傳性疾病，導致他的身體迅速衰老，並且變得瘋狂。多米尼奇對自己的病情感到心煩意亂，開始了瘋狂的殺戮。達蒂督察動身去抓他。與此同時，多米尼奇的下一个目標是督察的女兒格洛麗亞。

## 演员
- 麥可·約克 饰 羅伯特·多米尼奇
- 當奴·派辛斯 饰 達蒂督察
- 愛雲·芬芝 饰 海伦妮·马特尔